# Volo Aeroflot 811
Il volo Aeroflot 811 era un volo passeggeri interno sovietico da Komsomol'sk-na-Amure a Blagoveščensk, che il 24 agosto 1981 si scontrò a mezz'aria con un bombardiere strategico Tupolev Tu-16K sopra il distretto di Zavitinsky, nell'Oblast' dell'Amur, SFSR russa, in Unione Sovietica (ora Russia). La collisione tra l'Antonov An-24RV di Aeroflot e il Tupolev Tu-16K avvenne a un'altitudine di 5.220 metri (17.130 piedi), uccidendo 37 persone su entrambi i velivoli. L'unica sopravvissuta, la ventenne Larisa Savitskaya, passeggera sull'Antonov An-24RV, fu salvata il terzo giorno dopo l'incidente.

## Il contesto e la collisione
L'Antonov An-24RV partì da Komsomol'sk-na-Amure alle 14:56 ora locale, dopo un ritardo di quattro ore dovuto alle condizioni meteorologiche. L'equipaggio era composto dal primo pilota Alexander Mirgorodsky, dal copilota Valery Shevelev, dal navigatore Fedosy Kryzhanovsky, dall'ingegnere di volo Nikolai Dimitriyev e dall'assistente di volo Galina Borisova. Tra i passeggeri era presente anche un bambino. Larisa Savitskaya e suo marito Vladimir stavano tornando dalla luna di miele.
Lo spedizioniere di volo venne informato che lo spazio aereo locale sarebbe stato attraversato da aerei militari a un'altitudine di 4.200-4.500 metri (13.800-14.800 piedi). Lo stesso giorno, alle 16:00 e alle 16:01 ora locale, due Tupolev Tu-16K lasciarono la base aerea di Zavitinsk per una ricognizione meteorologica. Alle 16:21 ora locale uno di loro (numero di serie 6203106) si scontrò con l'An-24RV, 70 km a est della base aerea di Zavitinsk. La collisione avvenne in buone condizioni di luce, con una visibilità di oltre 10 km. La Savitskaya dormiva profondamente in quel momento. Il Tu-16K rase al suolo il tetto dell'An-24RV e recise entrambe le ali. La temperatura all'interno della cabina dell'An-24RV scese da 25 °C (77 °F) a -30 °C (-22 °F). Entrambi gli aerei si disintegrarono e caddero sul terreno della taiga. I frammenti dell'Antonov si sparsero in direzione sud-ovest, a 1020 m dal punto di collisione, su un'area di 2.500 per 900 metri (8.200 per 3.000 piedi). Il Tu-16K esplose dopo l'impatto al suolo, ed i suoi frammenti vennero disseminati a circa 2.000 metri (6.600 piedi) dal punto della collisione.
Larisa Savitskaya era rimasta cosciente durante la caduta, durata otto minuti. Sopravvisse in parte perché il frammento di aereo di 4 metri per 3 (13,1 per 9,8 piedi) in cui si trovava aveva iniziato a planare, fino ad atterrare su una radura soffice e paludosa. La donna aveva anche spinto contro il sedile con mani e piedi, "forse sperando di assorbire il colpo" secondo le sue stesse parole. L'impatto con il suolo, tuttavia, le fece perdere temporaneamente i sensi. Subì una commozione cerebrale, si ruppe un braccio e una costola e riportò alcune lesioni spinali.

## L'indagine
L'inchiesta concluse che il direttore delle operazioni di volo della base aerea di Zavitinsk non si servì dell'assistenza radar per tener traccia dei Tupolev, che divennero così la causa diretta dell'incidente. Inoltre, ci fu uno scarso coordinamento tra il controllo del traffico aereo civile e militare locale a causa dei regolamenti inadeguati del traffico aereo. I pubblici ministeri militari attribuirono la responsabilità dell'incidente ai piloti di entrambi i velivoli.

## Conseguenze
I primi rapporti sull'incidente sulla stampa sovietica furono censurati, dichiarando che Larisa Savitskaya si era schiantata con un aliante fatto in casa. La donna, avvertita dal KGB di non rivelare al pubblico l'incidente, ne parlò apertamente per la prima volta l'11 gennaio 2001 a Mosca. Ricevette un risarcimento di 75 rubli sovietici ($ 20) da Aeroflot.

## Nei media
The One, un film d'avventura del 2022, racconta la storia di Larisa Savitskaya.